# Rádium

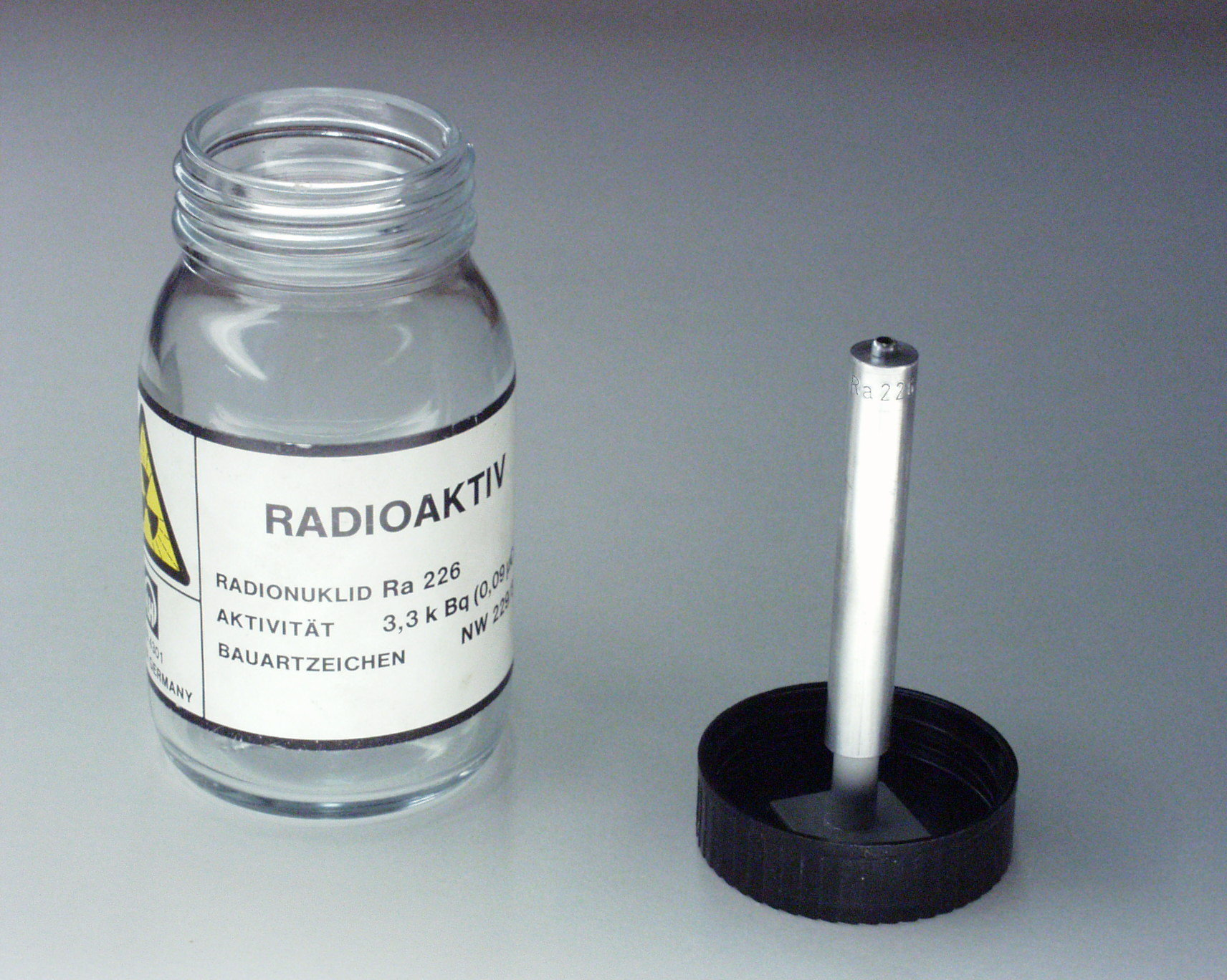
Rádium–226 sugárforrás, aktivitása 3300 Bq (3,3 kBq)

A rádium (vegyjele Ra, rendszáma 88) egy radioaktív kémiai elem, az alkáliföldfémek csoportjának utolsó, 6. eleme.

## Története
Pierre és Marie Curie fedezte fel az uránszurokércben 1898. december 21-én. Elemi állapotban először 1902-ben állította elő Marie Curie és ő nevezte el rádiumnak (radius = sugár lat.), utalva a radioaktivitásra.

## Tulajdonságai
- Fehér, radioaktív nehézfém.
- Mind a 28 ismert Ra-izotóp radioaktív; felezési idejük 1600 év (226Ra) és 0,18 µs (216Ra) között van.
- 1 g 226Ra-izotópban másodpercenként 3,7·1010 mag bomlik el; ez egyúttal az aktivitás elavult definíciója is: 1 curie (Ci) aktivitású testben 3,7·1010 bomlás történik másodpercenként. (Az aktivitás SI-egysége a becquerel, jele: Bq. 1 Bq = 1 s−1.)
- A  rádium sötétben világít, felületén levegő jelenlétében nagyon gyorsan fekete nitridréteg képződik.
- A szervezetbe került rádium a csontokba beépül.
- Higanyban oldódik (ötvözödik). A higany elpárlásával visszamarad a fémrádium.

## Kimutatása
A rádium minőségi és mennyiségi meghatározása kibocsátott sugárzása alapján történik.

## Előfordulása
A rádium rendkívül ritka elem; részaránya a földkéregben mindössze 9,5·10−11 tömegszázalékra tehető. A természetes radioaktív 
bomlási sorok közbülső terméke, ezért urán- és tóriumásványok mellett fordul elő. Legfontosabb ásványai: uránszurokérc, karnotit. Hét tonna uránszurokérc körülbelül 1 g rádiumot tartalmaz.
A bolygó fémrádium-készlete körülbelül 5,5 kg.

## Előállítása
Ásványait savakban vagy lúgokban oldják, majd sósavat vagy hidrogén-bromidot adnak hozzá, ekkor rádium-klorid  vagy rádium-bromid keletkezik, aminek oldatából/olvadékából elektrolízissel állítják elő.Oldat esetében higanykatódot alkalmaznak,mert a rádium reagál vízzel hidrogént szabadítva fel:
Ra+2H2O=Ra(OH)2+H2
Higanykatódon a redukálódó rádium ionok amalgám ötvözetet képeznek a higannyal,az elektrolízis befejezése után a higany ledesztilállható,így gyakorlatilag tiszta Ra fémet kapunk.
A teljes művelet rendkívül bonyolult,mert kb. 50 egyéb kémiai elemet kell elkülöníteni az uránércekből.

## Felhasználása
A rádiumot a sugárkezelésből más, olcsóbb sugárforrások már szinte teljesen kiszorították. Berilliummal együtt kényelmesen kezelhető, nagyenergiájú neutronforrás. A rádium bomlásakor keletkező radioaktív gázt, a radont felfogták, és belégzéses gyógykezelésre (inhalációs terápia) alkalmazták, bár az efféle "radonterápia" gyógyhatása nem bizonyított.